# هربرت ماركس
هربرت ماركس هو محامي وقاضي وسياسي كندي، ولد في 16 مارس 1932 في مونتريال في كندا. حزبياً، نشط في حزب كيبيك الليبرالي. وقد انتخب عضو الجمعية الوطنية في كيبك ‏.